# Nécropole nationale de Moislains
La nécropole nationale de Moislains plus connu sous le nom de Cimetière des Charentais est un cimetière militaire français de la Première Guerre mondiale situé sur le territoire de la commune de Moislains, au nord de Péronne, dans le département de la Somme.

## Historique
Le 28 août 1914, surpris par une attaque de l'armée allemande, les soldats des 307e et 308e régiment d'infanterie chargèrent à la baïonnette et furent fauchés par les mitrailleuses allemandes. 
Le cimetière militaire de Moislains fut créé par les Allemands en 1914 après le combat de Moislains pendant lesquels périrent des soldats français originaires pour la plupart du département de la Charente.
Le 31 août 1924, à l'initiative du département de la Charente et du département de la Somme, un ossuaire et un cimetière militaire dit « Cimetière des Charentais » au lieu-dit le chemin de la Récrière furent inaugurés.

## Caractéristiques
Le cimetière des Charentais sur une superficie de 0,17 ha, 465 soldats français reposent, 99 en tombes individuelles et 366 dans un ossuaire. L'ossuaire est surmonté par un monument sous la forme d'une sorte d'obélisque tronqué sur les parois duquel ont été gravés les noms des victimes. Sur le monument est inscrit cette dédicace : 

« 28 août 1914 La Charente à ses enfants morts pour la France »

Des panneaux explicatifs retracent l'histoire des combats de Moislains.